# ایلیامنا، آلاسکا
ایلیامنا (به انگلیسی: Iliamna) شهری در بخش لیک اند پنینسولا، آلاسکا ایالت آلاسکا است که جمعیت آن در سرشماری سال ۲۰۰۰ میلادی ۱۰۲ نفر بوده‌است.